# Kötzschenbrodaer Zeitung
Die Kötzschenbrodaer Zeitung war eine in der sächsischen Gemeinde Kötzschenbroda herausgegebene Zeitung. Fast alle Jahrgänge aus der Zeit zwischen 1865 und 1941 werden komplett im Stadtarchiv Radebeul verwahrt; 2001 wurden diese mikroverfilmt.

## Geschichte

Kötzschenbrodaer Zeitung: Probenummer vom Mittwoch, dem 13. Dezember 1865

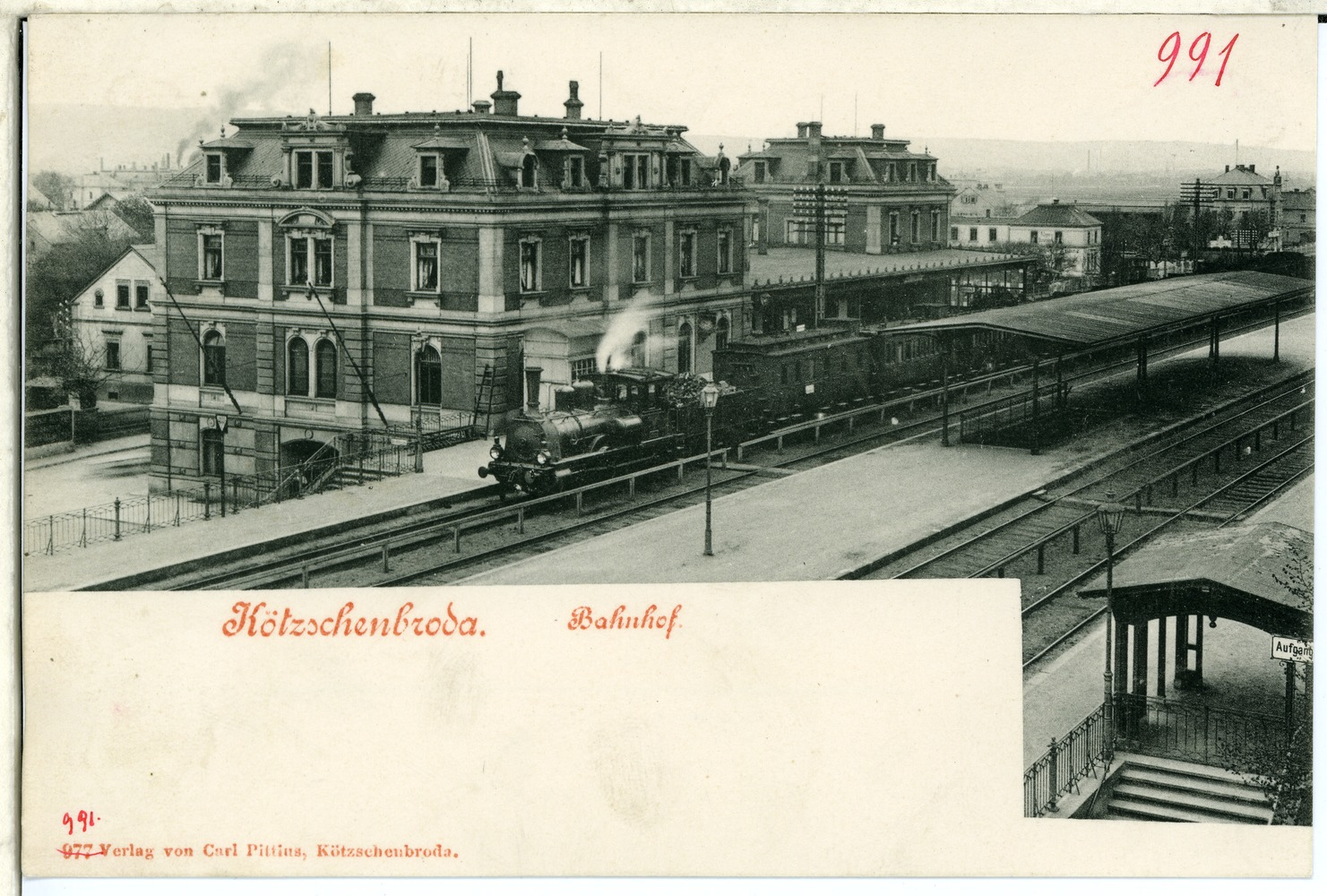
Blick (1899) über den Bahnhof Kötzschenbroda auf das weiße, würfelförmige Haus mit Plattform-Dach und Nebengebäude, in dem die Zeitung entstand.

Die von dem Schriftsteller August Ziegner († 1879) und dem Leihbibliotheksbetreiber Eduard Dietrich gegründete und nach wenigen Monaten von Ziegner allein herausgegebene Zeitung erschien zu Anfang wöchentlich. Nach einer Probenummer am 13. Dezember 1865 in einer Auflage von 108 Stück folgten ab Januar 1866 unter dem Namen Kötzschenbrodaer Zeitung. Wochenblatt und Anzeiger für die Parochien Kötzschenbroda mit Fürstenhain, Naundorf, Zitzschewig, Hof- und Niederlößnitz, Kaditz mit Serkowitz, Radebeul, Oberlößnitz und Coswig mit Kötitz und Neucoswig, zugleich Organ für die dasigen gemeindeamtlichen Bekanntmachungen und für den Geschäftsverkehr insbesondere wöchentliche Ausgaben bis zum 7. Dezember 1872. Während dieser Zeit war die Kötzschenbrodaer Zeitung das erste und auch einzige Zeitungsunternehmen der Region zwischen Dresden und Meißen. Der Inhalt des Wochenblatts bestand aus Neuigkeiten aus Sachsen und der Welt, die meist von anderen Zeitungen übernommen wurden, aus Lokalnachrichten sowie aus Kirchennachrichten der Parochie Kötzschenbroda. Bis zur Hälfte des Umfangs der Zeitung bestand aus Geschäftsanzeigen der Umgegend. Die ersten Jahre wurde die Zeitung in Dresden gedruckt.
Vom 11. Dezember 1872 an bis zum 24. Juni 1891 trug sie den Namen Kötzschenbrodaer Zeitung und Anzeiger und erschien zweimal wöchentlich. Die Redaktion von 1882 bis 1886 lag bei dem Schriftsteller und Journalisten Moritz Lilie. Neben der Funktion als Regionalzeitung für die Lößnitzortschaften hatte sie ab 1876 auch die Funktion als Amtsblatt für Kötzschenbroda und Niederlößnitz, in späteren Jahren auch für die Gemeinden Lindenau, Naundorf und Zitzschewig sowie Coswig, Kötitz, Eisenberg und Reichenberg. Ab 1884 wurde die Zeitung bei der von den Söhnen Ziegners in Kötzschenbroda gegründeten Druckerei in der Güterhofstraße 5 gedruckt. Die Verlagsleitung und Herausgeberschaft lag seit Ziegners Tod 1879 bei dessen Witwe Therese, von der sie 1903 auf ihre Söhne Georg und Max überging.
Ab dem 27. Juni 1891 erschien sie unter dem Namen Kötzschenbrodaer Zeitung: General-Anzeiger der gesamten Lößnitz-Ortschaften; Amtsblatt der Ortsbehörden Kötzschenbroda, Niederlößnitz, Naundorf, Zitzschewig und Lindenau; Anzeiger für Oberlößnitz, Radebeul, Coswig, Kötitz, Wahnsdorf, Reichenberg, Dippelsdorf, Buchholz, Boxdorf, Eisenberg-Moritzburg bis zum 16. Juni 1910, dabei erhöhte sie die Frequenz ihres Erscheinens ab 1894 auf dreimal in der Woche.
Ab 1910, mit der Einrichtung des Amtsgerichtsbezirks Kötzschenbroda, hieß die Zeitung General-Anzeiger des Amtsgerichtsbezirks Kötzschenbroda und erschien sechsmal wöchentlich. Unter dem erneut umbenannten Titel General-Anzeiger [Generalanzeiger]. Tageszeitung im Amtsgerichtsbezirk Kötzschenbroda erschien sie vom 4. September 1920 bis zum 2. Januar 1935. Der Regionalhistoriker Adolf Schruth gab als Redakteur der Zeitung von 1924 bis 1940 die 14-tägliche Beilage Die Elbauen. Blätter für sächsische Heimatkunde mit regelmäßigen Beiträgen zur Regionalgeschichte heraus. Nach dem Tod von Georg Ziegner (1865–1929) übernahm Schruth die verantwortliche Schriftleitung der Zeitung.
Mit der Vereinigung der Stadt Kötzschenbroda mit der Nachbarstadt Radebeul 1935 wechselte der Name erneut, diesmal am 9. Januar 1935 zu Generalanzeiger für die Lößnitz. Tageszeitung für Radebeul. 1939 wurde die Zeitung von 30 Beschäftigten in einer Auflage von 3200 Exemplaren herausgegeben. 1940 erschien eine Jubiläumsausgabe: „75 Jahre General-Anzeiger für die Lößnitz 1865–1940“.
Im Juni 1941 wurde das Unternehmen auf behördliche Anweisung, wegen der bestehenden Papierbewirtschaftung, mit dem Radebeuler Tageblatt fusioniert und die Zeitung unter dem geänderten Namen Radebeuler Tageblatt mit Generalanzeiger für die Lößnitz herausgegeben. Zu diesem Zweck entstand der neugeschaffene Verlag Müller & Ziegner KG. Ende März 1943 musste die vereinte Zeitung wegen Papierknappheit ihr Erscheinen einstellen.

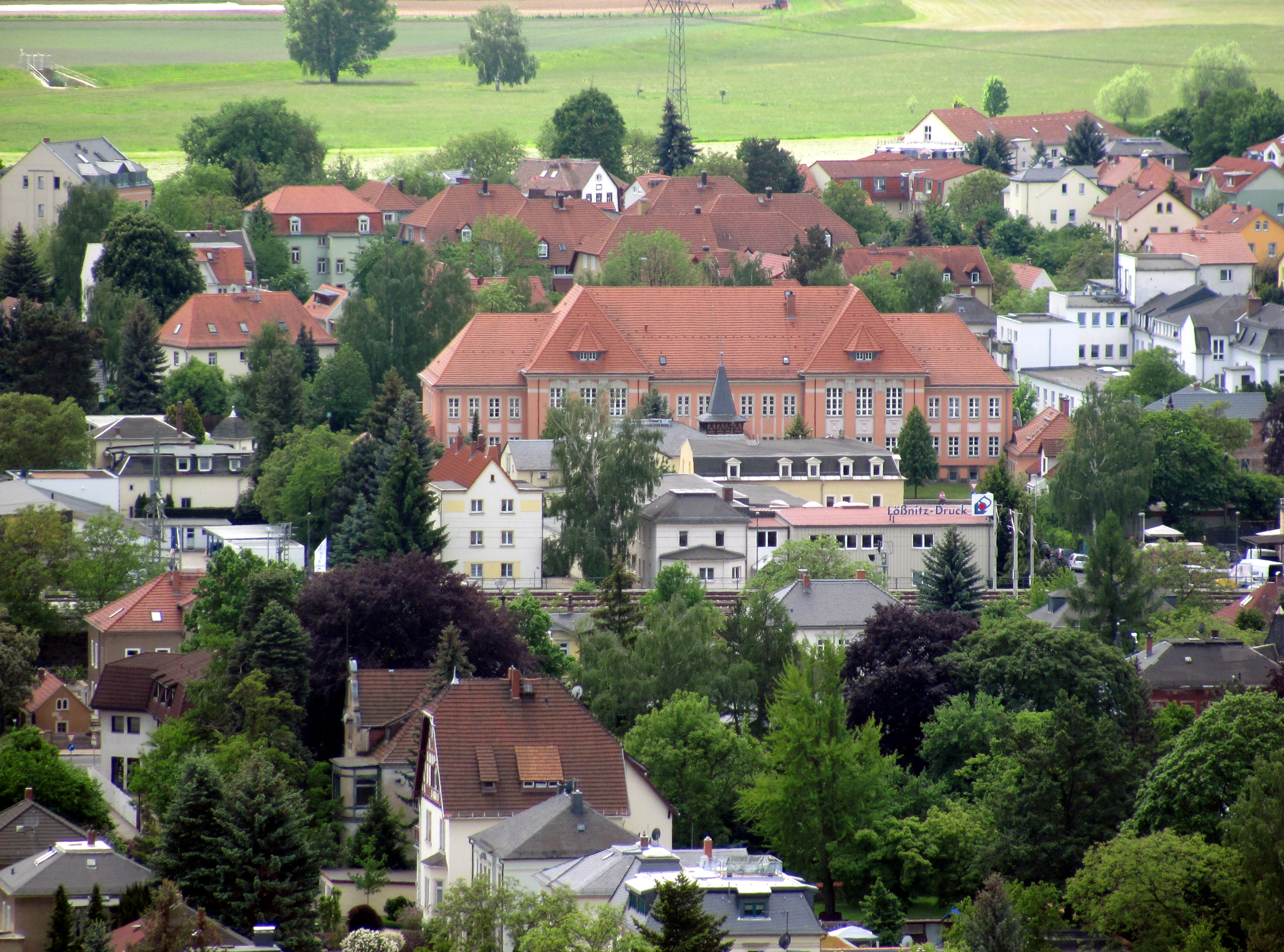
Blick vom Wasserturm auf die Evangelische Grundschule Radebeul; mit Spitzturm davor die Villa d’Orville von Löwenclau. Davor liegen die Gebäude der Lößnitz-Druck, an der linken Ecke das würfelförmige Wohnhaus mit dem Plattform-Dach.

Die ziegnersche Druckerei in der Güterhofstraße 5, an der Ecke zur Oscar-Pletsch-Straße, „hat die Zeiten überdauert und firmiert heute – nach der Stadtapotheke eines der ältesten ununterbrochen am gleichen Ort bestehenden Unternehmen Kötzschenbrodas – als Lößnitz-Druck GmbH.“